# Три государственных инквизитора
Государственные инквизиторы (итал. Inquisitori di Stato), или Инквизиторы против распространения тайны (Inquisitori contro la propagazione del segreto), или Верховный трибунал (Supremo Tribunale) — одна из высших магистратур Венецианской республики, ассоциированная с Советом десяти, и отвечавшая за борьбу с разглашением государственной тайны.

Львиные уста

Первоначально должности инквизиторов в составе Совета десяти были экстраординарными и временными, с 1539 превратились в ординарную магистратуру, ставшую важным инструментом поддержания олигархического режима. Поскольку все государственные вопросы в Венеции решались на закрытых совещаниях лиц, облеченных властью, то разглашение полученной там информации теоретически уже могло являться преступлением.
Инквизиторов было трое:
- Красный инквизитор, назначавшийся из числа шести советников дожа и Светлейшей Сеньории
- Два черных инквизитора, избиравшиеся из числа децемвиров

Единодушное голосование всех троих означало окончательный приговор, вступавший в силу после объявления перед Большим советом. В случае разногласия, вопрос решался Советом десяти.
Инквизиторы могли арестовать и приговорить к публичной или тайной казни любого гражданина республики, даже члена Совета десяти, если его деятельность, по их мнению, представляла угрозу для государства. При этом они не были связаны юридическими формальностями при производстве следствия и вынесении приговора.
Людей, осужденных на тайную казнь, в соответствии с традицией, топили по ночам в водах лагуны, чаще всего в канале Орфано. Помимо использования весьма разветвленной сети осведомителей, венецианская тайная полиция активно поощряла деятельность доносчиков, для облегчения труда которых по всему городу были установлены специальные ящики, называемые львиными устами.